# Euthalia merilia
Euthalia merilia är en fjärilsart som beskrevs av Swinhoe 1893. Euthalia merilia ingår i släktet Euthalia och familjen praktfjärilar. Inga underarter finns listade i Catalogue of Life.